# Samkhya
Sāṃkhya eller sankhya (sanskrit: सांख्य, IAST: sāṃkhya) är det äldsta av hinduismens sex filosofiska system (de andra systemen är yoga, nyāya, vaiśeṣika, pūrva mīmāṃsā och vedānta) De hinduiska filosofiska systemen brukar delas upp i par och då brukar sāmkhya och yoga bilda ett par. Det som skiljer sankhya från de andra filosofiska systemen är att det inte bygger på någon sutratext, vilket de andra systemen gör. Sankhya har präglat hinduismens människo- och gudsuppfattning så pass mycket att samkhya sägs vara hinduismens filosofi. 
För sankhyasystemet är Sāṁkhyakārikā (från omkring 350–450 e.Kr.) en viktig och grundläggande text. Sāṁkhyakārikā består till största delen av korta meningar som inte förklarar någonting i sig själv, utan det är meningen att man ska lära sig texten utantill med hjälp av de korta meningarna som stödord. För att förstå och tolka Sāṁkhyakārikā finns Yuktidīpikā och Tattvakaumudī som är kommentarer till Sāṁkhyakārikā. Tattvakaumudī är numera den text som används i Indien för att förstå och tolka sankhya. 
Sankhya är ett dualistiskt system, där de två principerna är puruṣa (medvetandet) och prakrti (materien, bestående av ljus, mörker och energi). Allt i världen utom puruṣa består av prakrti. I sankhyasystemet räknar man med att det finns 25 kategorier som existerar. Den första kategorin är jord och den sista är puruṣa (medvetandet eller självet). Inom vishnuismen och shivaismen har man lagt till några extra kategorier för att förbinda gudarna till det världsliga.
I sankhyasystemet finns det tre sätt som man kan uppnå sann kunskap på: perception, slutledning och pålitlig auktoritativ vittnesbörd, där det viktigaste är slutledning (anumāna).
Många av sankhyas föreställningar är baserade på upanishaderna. Världen uppfattas som verklig, men att självet är skiljt från världen och även kroppen. Genom kunskap om verklighetens sanna natur kan människan frälsa sig själv. Detta är målet, att nå mokṣa (frälsning) och slippa att återfödas. Sankhya, liksom de andra filosofiska systemen, menar att människan inte behöver någon guds nåd för att kunna frälsas. Det man måste förstå, enligt sankhya, är att självet inte är kroppen, känslorna eller tanken. Man måste förstå att självet är puruṣa.